# 재거/리처즈

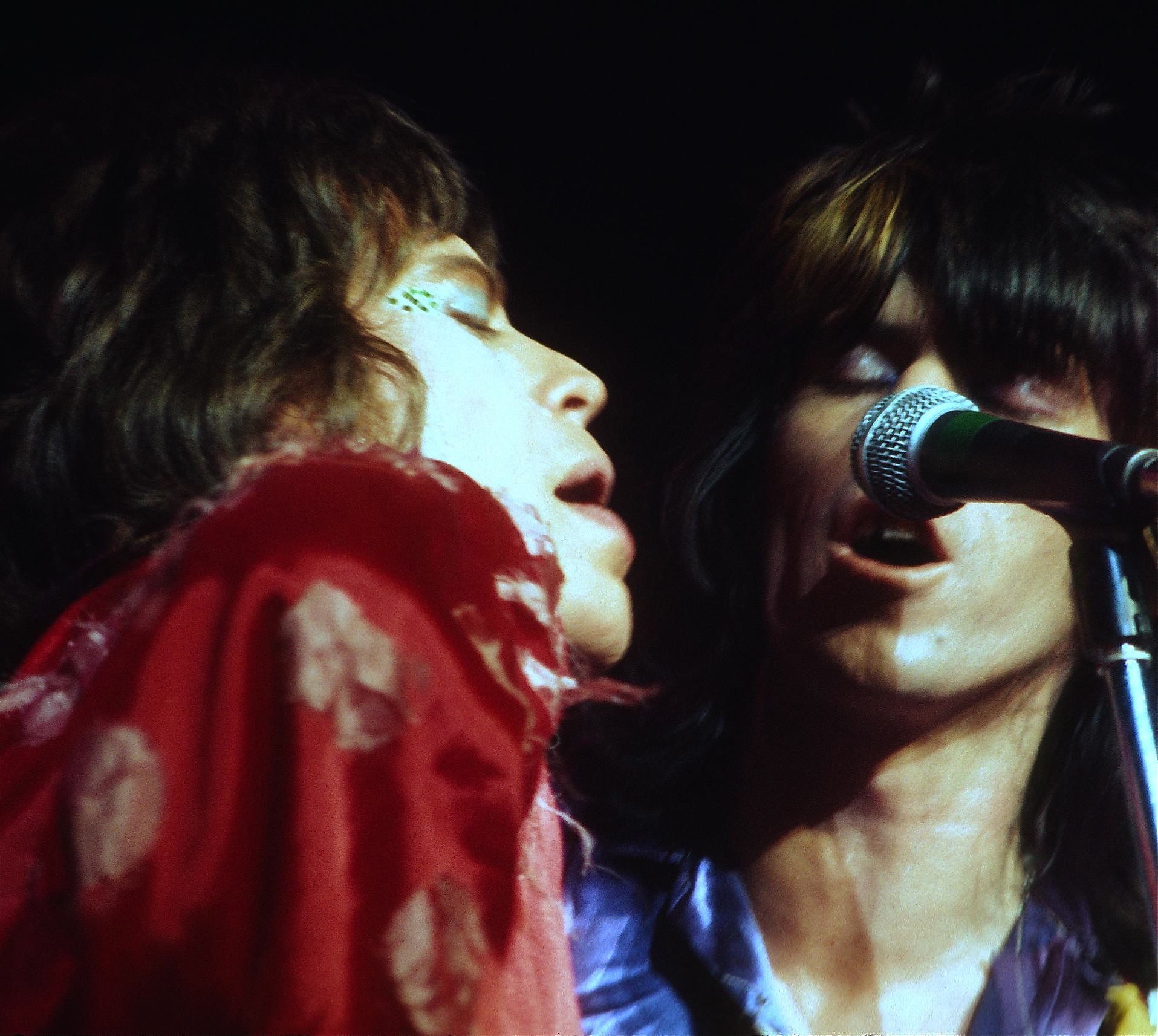
1972년의 재거, 리처즈

재거/리처즈(Jagger/Richards) 또는 리처즈/재거(Richards/Jagger)는 영국의 록 밴드 롤링 스톤스의 일원인 믹 재거와 키스 리처즈의 작곡 협력, 음악적 공동 작업이다. 대중음악 역사상 가장 성공한 파트너십 중 하나로 남아있다. 가명으로 '글리머 트윈스(The Glimmer Twins)'를 사용하기도 하였다.

## 역사
재거와 리처즈는 최초의 작곡 시도에 대해 기억하는 게 서로 다르다. 그러나 앤드류 루그 올덤에 의해 협력이 촉발되었다는 바에는 생각이 일치하고 있다. 리처즈는 딴 사람의 곡에 집중하던 자기네들을 올덤이 작곡하라고 타일렀다고 밝혔다. 올덤은 밴드가 커버할 무명에 좋은 곡들이 부족하다고 설유했다고 한다.
키스는 다음과 같이 술회한다. "앤드류 올덤은 밤에 우리를 주방에 가둬놓고는 '노래 들고오기 전까지 나올 생각 마'라고 일렀습니다. 우리는 둘러앉아 'As Tears Go By'를 만들었어요. 롤링 스톤스의 다른 곡들과 딴판이지만, 그런게 노래를 쓸 때 일어나는 일이 아니겠어요. 당신은 자분참 다른 세계로 날아가게 되는 거죠. 기묘한 사실은 앤드류가 당시 마리안 페이스풀을 발견했다는 사실인데, 그에게 돌아간 곡이 빌어먹을 히트로 부상했죠. 우리는 벌써 작곡가였던 겁니다! 하지만 감히 스톤스를 위한 곡을 쓰기까지는 다음해까지가 소모돼야 했어요." 재거는 말이 다르다. "키스는 예의 주방 얘기를 좋아합니다. 나 원 참. 내가 보기에 앤드류는 그때 '너희가 노래 쓰기 전까지 방을 잠가 둬야겠다.'라고 했고, 또 상상으로 그 문을 잠그었지 실제로 문을 잠그지 않았어요. 우리가 처음 배출한 것은 조지 빈의 악곡으로, 몹시 기억에 남는 'It Should Be You'입니다."
존 레논에 의하면, 자기와 폴 매카트니는 재거와 리처즈가 자작곡을 쓰는 데 중요한 기여를 했다. 1963년, 레논과 매카트니는 자신들의 곡 〈I Wanna Be Your Man〉를 스톤스에게 선물했다. 1980년 《플레이보이》 인터뷰에서 레논은 그때 기억을 되살렸다. "브라이언 엡스타인과 다른 사람들의 협력으로 리치몬드에서 공연하던 그들을 만나러 거기로 향했습니다. 그들은 노래가 절실했고 우리는 그들이 뭐 하는 녀석들인지 확인할 생각이었죠. 믹과 키스는 우리가 미완성한 곡이 있다는 소식을 들었던 모양입니다. 폴이가량 기여한 곡이었는데, 우리는 다른 절 또는 무언가를 필요로 했어요. 우리가 그들에게 단순하게 연주해 주었고, 그네들은 "음, 좋은걸, 바로 우리 스타일이야"라고 화답했습니다. 하지만 그 곡조랄게 너무 짧아서 폴하고 제가 방구석에서 그들이 잡담할 동안 곡을 깡그렸어요. 우리가 돌아왔을 때, 그때가 바로 믹과 키스가 작곡 의지를 발현했을 때예요 ... 왜냐면, "세상에, 믿겨지냐. 저녀석들 구석탱이에서 노래를 하나 완성했잖아!" 녀석들 눈앞에서 벌어졌던 일이었죠. 여하간 그것이 전달되었습니다."
출판된 재거/리처즈의 첫 자작곡은 롤링 스톤스의 싱글 〈Tell Me (You're Coming Back)〉의 A면에 있다. 미국 한정으로 발매되어 차트에서 최고 24위에 도달했다. 것보다 이른 〈Good Times, Bad Times〉은 바비 워맥과 셜리 워맥 커버곡 〈It's All Over Now〉의 B면 싱글에 자리한다. 영국 싱글에 있는 재거/리처즈 자작곡은 1965년 2월 발매의 〈The Last Time〉이 처음이었다. 영국에서 1위, 미국에서 9위였다.
많은 재거/리처즈의 곡이 협력으로 지어진 곡이지만, 일부는 〈Sympathy for the Devil〉, 〈Brown Sugar〉의 저자인 재거의 단독작이거나, 〈Happy〉, 〈Ruby Tuesday〉, 〈Little T&A〉의 저자인 리처즈의 단독작이다. 이것은 레논-매카트니 협력 관계와 비교되는데, 이들도 단독 또는 공동 작곡이더라도 전통적으로 공동 명의를 사용했다. 믹 재거는 《롤링 스톤》 1995년 인터뷰에서 잔 웨너에게 "내 생각에 어찌되었건 균형잡힌 상태이다."라고 스스로의 이해를 밝혔다.
2013년 6월 26일, 재거/리처즈의 곡 권리가 BMG에게 양도되어 40년지간 처음으로 외부 회사가 곡들을 관리하게 되었다.

### 글리머 트윈스
재거와 리처즈는 1968년 12월 ~ 1969년 1월 브라질 투어에서 마리안 페이스풀, 아니타 팔렌버그를 대동할 당시 한 노인 부부를 만났다. 자기들의 정체를 밝히고 싶지 않아 밝히기를 거부하던 중에, 노부인 측에서 "힌트라도 줘 보세요(just give us a glimmer)"라고 계속 물어와, 재거와 리처즈는 이를 익살맞게 들었다고 하여, 이것이 "글리머 트윈스(The Glimmer Twins)" 필명의 기원이 된다. 이 필명은 1974년 음반 《It's Only Rock 'n Roll》에서 처음 사용되었다.

## 같이 보기
- 롤링 스톤스의 음반 목록
- 레논-매카트니